# Departamento de Apóstoles
Departamento de Apóstoles är en kommun i Argentina.   Den ligger i provinsen Misiones, i den nordöstra delen av landet, 800 km norr om huvudstaden Buenos Aires. Antalet invånare är 42 457.
Omgivningarna runt Departamento de Apóstoles är huvudsakligen savann. Runt Departamento de Apóstoles är det ganska tätbefolkat, med 185 invånare per kvadratkilometer.